# Vampyroteuthidae
Famille
Genres de rang inférieur
- Vampyroteuthis, Chun, 1903
- † Vampyronassa, Fischer & Riou, 2001[1]

Espèces de rang inférieur
- Vampyroteuthis infernalis Chun, 1903
- † Vampyronassa rhodanica, Fischer & Riou, 2001

Les vampyroteuthidés (vampyroteuthidae) constituent une famille de mollusques vampyromorphes, des grandes profondeurs. Ils se caractérisent par plusieurs adaptations au milieu profond, comme la perte secondaire de la poche à encre, et la présence d'organes lumineux, ainsi que par la présence d'une cinquième paire d'appendices, pouvant être apparentés à des tentacules, en position dorsale.
Trois espèces seulement, placées dans deux genres, sont connues à ce jour :
- les espèces actuelles :
  - Vampyroteuthis infernalis
  - Vampyroteuthis pseudoinfernalis[2]
- et l'espèce fossile, † Vampyronassa rhodanica, du lagerstätte de La Voulte-sur-Rhône.